# Cataxia melindae
Espèce
Cataxia melindae est une espèce d'araignées mygalomorphes de la famille des Idiopidae.

## Distribution
Cette espèce est endémique d'Australie-Occidentale. Elle se rencontre dans la réserve naturelle du mont Manypeaks dans le Great Southern.

## Description
Le mâle holotype mesure 14,2 mm et la femelle paratype 19,1 mm.

## Étymologie
Cette espèce est nommée en l'honneur de Melinda Moir.

## Publication originale
- Rix, Bain, Main, Raven, Austin, Cooper & Harvey, 2017 : Systematics of the spiny trapdoor spiders of the genus Cataxia (Mygalomorphae: Idiopidae) from south-western Australia: documenting a threatened fauna in a sky-island landscape. Journal of Arachnology, vol. 45, no 3, p. 395-423 (texte intégral).